# Jay Gould II
Jay Gould II (ur. 1 września 1888 w  Mamaroneck, zm. 28 stycznia 1935 w Margaretville) – amerykański zawodnik jeu de paume, mistrz olimpijski.
Tylko raz startował w igrzyskach olimpijskich. W 1908 roku w Londynie zdobył złoty medal indywidualnie.